# Scottish World Invitation Tournament 1957
Das Scottish World Invitation Tournament 1957 im Badminton fand vom 27. bis zum 31. März 1957 in Glasgow statt.

## Finalergebnisse
| Disziplin    | Sieger                                 | Finalist                                  | Ergebnis          |
| ------------ | -------------------------------------- | ----------------------------------------- | ----------------- |
| Herreneinzel | Eddy Choong                            | Ferry Sonneville                          | 15-8, 15-6        |
| Herrendoppel | Jørgen Hammergaard Hansen Finn Kobberø | Heah Hock Aun Joe Alston                  | 15-3, 9-15, 17-15 |
| Damendoppel  | Margaret Varner Lois Alston            | Anni Hammergaard Hansen Kirsten Thorndahl | 15-1, 15-2        |
| Mixed        | John R. Best Iris Rogers               | Erland Kops Kirsten Thorndahl             | 15-6, 17-15       |